# Cirurgia pediàtrica
La cirurgia pediàtrica és aquella cirurgia dirigida a intervenir i solucionar les alteracions o malalties que pateixen els nens i adolescents des del seu naixement. Hi ha un gran nombre de subespecialitats dintre d'aquest tipus de cirurgia, però les més comunes són:
- Cirurgia de l'aparell digestiu: apendicitis, atrèsia de vies biliars, estenosi hipertròfica de pílor, hèrnia inguinal, hèrnia umbilical, hidrocele, invaginació intestinal i pòlips rectals.
- Cirurgia de boca: llavi leporí.
- Cirurgia de cervell i sistema nerviós: hidrocefàlia.
- Cirurgia òssia: pectus excavatum.
- Cirurgia d'orella, nas i gola: fístules i quists branquials, fissura palatina i quist tiroglòs.
- Cirurgia de pell, pèl i ungles: papil·loma plantar i ungla encarnada.
- Cirurgia de pulmó i aparell respiratori: estridor, aspiració de cos estrany i hèrnia diafragmàtica.
- Ronyons i aparell urinari: fimosi, hidrocele, criptorquídia, hipospàdies, reflux vesicoureteral, torsió d'hidàtide testicular, vàlvules d'uretra posterior i varicocele.